# Noah Allen (calciatore)
Noah James Allen (Pembroke Pines, 28 aprile 2004) è un calciatore statunitense naturalizzato greco, difensore dell'Inter Miami e della nazionale Under-21 greca.

## Carriera

### Club
Ha iniziato la sua carriera con il Weston FC per poi entrare a far parte dell'Academy dell'Inter Miami nel 2019. Dal 2020 al 2023 ha giocato con la seconda squadra del club della Florida, il Fort Lauderdale (in seguito ribattezzato Inter Miami II. Ha debuttato in prima squadra il 26 febbraio 2022 nell'incontro di Major League Soccer pareggiato 0-0 contro il Chicago Fire e l'11 marzo successivo ha firmato il suo primo contratto professionistico.
L'8 luglio 2023 ha segnato il suo primo gol nel pareggio per 2-2 contro il D.C. United.

### Nazionale
Ha giocato nella nazionale statunitense Under-20.

## Statistiche

### Presenze e reti nei club
Statistiche aggiornate al 13 aprile 2025.
| Stagione                 | Squadra                  | Campionato               | Campionato | Campionato | Coppe nazionali | Coppe nazionali | Coppe nazionali | Coppe continentali | Coppe continentali | Coppe continentali | Altre coppe | Altre coppe | Altre coppe | Totale | Totale | Totale |
| Stagione                 | Squadra                  | Comp                     | Pres       | Reti       | Comp            | Pres            | Reti            | Comp               | Pres               | Reti               | Comp        | Pres        | Reti        | Pres   | Reti   |        |
| ------------------------ | ------------------------ | ------------------------ | ---------- | ---------- | --------------- | --------------- | --------------- | ------------------ | ------------------ | ------------------ | ----------- | ----------- | ----------- | ------ | ------ | ------ |
| 2020                     | Inter Miami II           | USL1                     | 2          | 0          | -               | -               | -               | -                  | -                  | -                  | -           | -           | -           | 2      | 0      |        |
| 2021                     | Inter Miami II           | USL1                     | 27         | 0          | -               | -               | -               | -                  | -                  | -                  | -           | -           | -           | 27     | 0      |        |
| 2022                     | Inter Miami II           | MNP                      | 15         | 0          | -               | -               | -               | -                  | -                  | -                  | -           | -           | -           | 15     | 0      |        |
| 2023                     | Inter Miami II           | MNP                      | 5          | 0          | -               | -               | -               | -                  | -                  | -                  | -           | -           | -           | 5      | 0      |        |
| 2024                     | Inter Miami II           | MNP                      | 4          | 0          | -               | -               | -               | -                  | -                  | -                  | -           | -           | -           | 4      | 0      |        |
| Totale Inter Miami CF II | Totale Inter Miami CF II | Totale Inter Miami CF II | 53         | 0          |                 | -               | -               |                    | -                  | -                  |             | -           | -           | 53     | 0      |        |
| 2022                     | Inter Miami              | MLS                      | 8          | 0          | USOC            | 2               | 0               | -                  | -                  | -                  | -           | -           | -           | 10     | 0      |        |
| 2023                     | Inter Miami              | MLS                      | 19         | 1          | USOC            | 2               | 0               | -                  | -                  | -                  | LC          | 5           | 0           | 26     | 1      |        |
| 2024                     | Inter Miami              | MLS                      | 17+2       | 0          | -               | -               | -               | CCC                | 3                  | 0                  | LC          | 3           | 0           | 25     | 0      |        |
| 2025                     | Inter Miami              | MLS                      | 6          | 0          | -               | -               | -               | CCC                | 6                  | 1                  | LC+Cmc      | -           | -           | 12     | 1      |        |
| Totale Inter Miami       | Totale Inter Miami       | Totale Inter Miami       | 50+2       | 1          |                 | 4               | 0               |                    | 9                  | 1                  |             | 8           | 0           | 73     | 2      |        |
| Totale carriera          | Totale carriera          | Totale carriera          | 105        | 1          |                 | 4               | 0               |                    | 9                  | 1                  |             | 8           | 0           | 126    | 2      |        |

## Palmarès

### Club

#### Competizioni internazionali
- Leagues Cup: 1

Inter Miami: 2023

#### Competizioni nazionali
- MLS Supporters' Shield: 1

Inter Miami: 2024